# Спортивная гимнастика на летних Олимпийских играх 1952

## Общий медальный зачёт
| Место | Страна       | Золото | Серебро | Бронза | Всего |
| ----- | ------------ | ------ | ------- | ------ | ----- |
| 1     | СССР         | 9      | 11      | 2      | 22    |
| 2     | Швейцария    | 2      | 2       | 3      | 7     |
| 3     | Венгрия      | 2      | 1       | 5      | 8     |
| 4     | Швеция       | 2      | 0       | 0      | 2     |
| 5     | Япония       | 0      | 2       | 2      | 4     |
| 6     | Польша       | 0      | 1       | 0      | 1     |
| 6     | Германия     | 0      | 1       | 0      | 1     |
| 8     | Чехословакия | 0      | 0       | 1      | 1     |
| 8     | Финляндия    | 0      | 0       | 1      | 1     |

## Медалисты

### Мужчины
| Дисциплина            | Золото | Серебро | Бронза |
| --------------------- | --- | --- | --- |
| Командное первенство  | СССР · Иосиф Бердиев · Михаил Перльман · Дмитрий Леонкин · Виктор Чукарин · Грант Шагинян · Валентин Муратов · Евгений Корольков · Владимир Беляков | Швейцария · Ханс Ойгстер · Эрнст Фивиан · Эрнст Гебендингер · Жак Гюнтард · Ханс Шварцентрубер · Йозеф Штальдер · Мельхиор Тальман · Жан Луи Чабольд | Финляндия · Онни Лаппалайнен · Берндт Линдфорс · Пааво Аалтонен · Кайно Лемпинен · Хейкки Саволайнен · Калеви Лайтинен · Калеви Вискари · Олави Рове |
| Абсолютное первенство | Виктор Чукарин СССР | Грант Шагинян СССР | Йозеф Штальдер Швейцария |
| Вольные упражнения    | Уильям Торессон Швеция | Ежи Ёкель Польша | не присуждалась |
| Вольные упражнения    | Уильям Торессон Швеция | Тадао Уэсако Япония | не присуждалась |
| Конь                  | Виктор Чукарин СССР | Грант Шагинян СССР | не присуждалась |
| Конь                  | Виктор Чукарин СССР | Евгений Корольков СССР | не присуждалась |
| Кольца                | Грант Шагинян СССР | Виктор Чукарин СССР | Дмитрий Леонкин СССР |
| Кольца                | Грант Шагинян СССР | Виктор Чукарин СССР | Ханс Ойгстер Швейцария |
| Опорный прыжок        | Виктор Чукарин СССР | Масао Такэмото Япония | Такаси Оно Япония |
| Опорный прыжок        | Виктор Чукарин СССР | Масао Такэмото Япония | Тадао Уэсако Япония |
| Брусья                | Ханс Ойгстер Швейцария | Виктор Чукарин СССР | Йозеф Штальдер Швейцария |
| Перекладина           | Жак Гюнтард Швейцария | Йозеф Штальдер Швейцария | не присуждалась |
| Перекладина           | Жак Гюнтард Швейцария | Альфред Шварцман Германия | не присуждалась |

### Женщины
| Дисциплина                       | Золото | Серебро | Бронза |
| -------------------------------- | --- | --- | --- |
| Командное первенство             | СССР · Медея Джугели · Екатерина Калинчук · Мария Гороховская · Нина Бочарова · Галина Минаичева · Галина Урбанович · Пелагея Данилова · Галина Шамрай | Венгрия · Маргит Коронди · Агнеш Келети · Эдит Векингер · Ольга Ташш · Эржебет Кётелеш · Мария Кёви · Андреа Бодо · Ирен Карчич                        | Чехословакия · Гана Бобкова · Алена Хадимова · Яна Рабасова · Алена Реихова · Матильда Шинова · Божена Срнцова · Вера Ванчурова · Эва Босакова |
| Многоборье                       | Мария Гороховская СССР | Нина Бочарова СССР | Маргит Коронди Венгрия |
| Опорный прыжок                   | Екатерина Калинчук СССР | Мария Гороховская СССР | Галина Минаичева СССР |
| Брусья                           | Маргит Коронди Венгрия | Мария Гороховская СССР | Агнеш Келети Венгрия |
| Бревно                           | Нина Бочарова СССР | Мария Гороховская СССР | Маргит Коронди Венгрия |
| Вольные упражнения               | Агнеш Келети Венгрия | Мария Гороховская СССР | Маргит Коронди Венгрия |
| Командные упражнения с предметом | Швеция · Карин Линдберг · Гун Рёринг · Эвю Берггрен · Йёта Петтерссон · Анн-Софи Петтерссон · Ингрид Сандаль · Йёрдис Нордин · Ванья Бломберг          | СССР · Медея Джугели · Екатерина Калинчук · Мария Гороховская · Нина Бочарова · Галина Минаичева · Галина Урбанович · Пелагея Данилова · Галина Шамрай | Венгрия · Агнеш Келети · Андреа Бодо · Ирен Карчич · Эржебет Кётелеш · Маргит Коронди · Эдит Векингер · Ольга Ташш · Мария Кёви                |